# Kanton Audenge
Der Kanton  Audenge war von 1790 bis 2015 ein französischer Wahlkreis im Arrondissement Arcachon, im Département Gironde und in der Region Aquitanien.

## Geschichte
Der Kanton wurde am 4. März 1790 im Zuge der Einrichtung der Départements als Teil des damaligen „Distrikts Bordeaux“ gegründet.
Mit der Gründung der Arrondissements am 17. Februar 1800 wurde der Kanton als Teil des damaligen Arrondissements Bordeaux neu zugeschnitten. Seit dem 1. Januar 2007 gehört der Kanton zum neugeschaffenen Arrondissement Arcachon.

## Gemeinden
| Gemeinde           | Einwohnerzahl (1. Januar 2022) | Postleitzahl | Code INSEE |
| Andernos-les-Bains | 12.614                         | 33510        | 33005      |
| Arès               | 6477                           | 33740        | 33011      |
| Audenge            | 9550                           | 33980        | 33019      |
| Biganos            | 11.303                         | 33380        | 33051      |
| Lanton             | 7315                           | 33138        | 33229      |
| Lège-Cap-Ferret    | 8051                           | 33950        | 33236      |
| Mios               | 11.756                         | 33380        | 33284      |
| Marcheprime        | 5637                           | 33380        | 33555      |